# Flora, Bârzula
Flora sau Florea (în ucraineană Флора) este un sat în comuna Ocna din raionul Bârzula, regiunea Odesa, Ucraina.

## Demografie
Componența lingvistică a localității Flora
     Ucraineană (80,92%)
     Română (13,68%)
     Rusă (5,39%)
Conform recensământului din 2001, majoritatea populației localității Flora era vorbitoare de ucraineană (80,92%), existând în minoritate și vorbitori de română (13,68%) și rusă (5,39%).